# Porto do Cabrito
O Porto do Cabrito é uma instalação portuária portuguesa, localizada no lugar do Cabrito na freguesia de Santa Luzia, concelho de São Roque do Pico, ilha do Pico, arquipélago dos Açores.
Esta instalação portuária é principalmente usada para fins piscatórios e de recreio.